# Франклінув
Франклінув (пол. Franklinów) — село в Польщі, у гміні Острув-Велькопольський Островського повіту Великопольського воєводства.
Населення — 415 осіб (2011).

## Демографія
Демографічна структура станом на 31 березня 2011 року:
|          | Загалом | Допрацездатний вік | Працездатний вік | Постпрацездатний вік |
| -------- | ------- | ------------------ | ---------------- | -------------------- |
| Чоловіки | 206     | 46                 | 148              | 12                   |
| Жінки    | 209     | 38                 | 136              | 35                   |
| Разом    | 415     | 84                 | 284              | 47                   |